# Claude-Frédéric t'Serclaes van Tilly
Claude-Frédéric t'Serclaes van Tilly (Bruxelles, luglio 1648 – Maastricht, 10 aprile 1723) è stato un generale olandese che fu governatore della fortezza di Maastricht.

## Biografia
Claude-Frédéric t'Serclaes van Tilly era figlio di Jean Werner, conte di t'Serclaes-Tilly, siniscalco ereditario del conte di Namur, ciambellano imperiale, e di sua moglie Marie Françoise de Montmorency (figlia del 1º principe di Robech). Suo fratello fu Alberto Octavio t'Serclaes de Tilly.
Tilly servì inizialmente coi suoi fratelli nell'esercito francese. Si trasferì quindi in Spagna ed offrì i propri servigi nei Paesi Bassi nel 1672.
Tilly combatté con gli olandesi nella guerra d'Olanda (1672-1678), nella Guerra dei Nove anni (1688-1697) e nella guerra di successione spagnola (1701-1714). Nel 1673, venne ferito nel corso dell'assedio di Maastricht ed un anno più tardi nella battaglia di Seneffe. Nel 1675, prese parte alla presa di Binche. Nel 1676, fu l'aiutante dello stadtholder Guglielmo III di Orange-Nassau nel suo fallito attacco a Maastricht. Nel 1677, prese parte alla battaglia di Cassel e nel 1678 alla battaglia di Saint-Denis.
Il 24 settembre 1682, sposò la contessa Anna Antoinette d'Aspremont Lynden (1655-1743), sorella di Ferdinand Gobert d'Aspremont Lynden.
Tilly venne nominato al grado di feldmaresciallo luogotenente dall'imperatore Leopoldo I del Sacro Romano Impero nel 1701 e comandante generale delle truppe delle Province Unite nel 1708. Con tale incarico, nel settembre del 1709 condusse le truppe olandesi nella battaglia di Malplaquet dalla quale uscì vittorioso col principe di Savoia ed il duca di Malborough.
Col trattato di Utrecht (1713), si installò a Maastricht, nell'hôtel particulier da lui fatto costruire nel 1714.
Nel 1718, il Consiglio di Stato lo nominò governatore di Maastricht (1718-1723), succedendo al barone Daniël van Dopff.
Tilly morì nel 1723 e venne sepolto nella chiesa di Saint-Servais a Maastricht.